# بانک المغرب
بانک المغرب بانک مرکزی پادشاهی مراکش است. در سال ۱۹۵۹ به جای بانک دولتی مراکش (Banque d'Etat du Maroc) تأسیس شد. در سال ۲۰۰۸ این بانک به‌طور تخمینی دارای ۳۶ بیلیون دلار آمریکا ذخیره ارزی بود. علاوه بر مدیریت ارزی، همچنین بانک المغرب نظارت تعدادی از بانک‌های خصوصی که ارائه دهنده خدمات بانکداری تجاری بودند را داشت. بانک یک شعیه در کازابلانکا و نمایندگی‌هایی در ۱۸ شهر دیگر مراکش دارد.